# Lee Lai Shan
Lee Lai-shan (李麗珊S; Cheung Chau, 5 settembre 1970) è una ex velista di Hong Kong, vincitrice della medaglia d'oro ai Giochi olimpici di Atlanta 1996 nella Classe Mistral.
Ha partecipato anche alle edizioni del 1992, 2000 e 2004, finendo sempre fuori dal podio.
È la prima atleta ad aver vinto una medaglia d'oro per Hong Kong ai Giochi olimpici.

## Palmarès
- Olimpiadi

Atlanta 1996: oro nella Classe Mistral